# Rune-Christoffer Dragsdahl
Rune-Christoffer Bech Dragsdahl (født 22. marts 1982) er en dansk landbrugsdebattør og generalsekretær. Han er generalsekretær i Dansk Vegetarisk Forening og er nuværende europæisk repræsentant i den internationale vegetariske union, IVU (en). Han fungerer som oplægsholder, moderator og ordstyrer ved konferencer og andre begivenheder i Danmark og udlandet og har bl.a. holdt præsentationer og workshops om plantebaserede fødevarer i Europa samt i USA og Kina. Han er blevet interviewet om plantebaseret fødevareproduktion og omlægningen af landbruget af medier som BBC og Forbes.
I 2024 var Rune-Christoffer Dragsdahl med på mediet Vox (en)’ “Future Perfect 50”-liste over globale forandringsskabere på grund af sit arbejde med den danske nationale handlingsplan for plantebaserede fødevarer og Fonden for Plantebaserede Fødevarer.

## Tidlige liv og uddannelse
Rune-Christoffer Dragsdahl er opvokset på Søtoftegård Højskole på Midtsjælland. Han blev i 2012 uddannet cand.scient.anth. fra Københavns Universitet med speciale i mad og landbrug. Senere har han undervist og forsket i bæredygtig fødevareproduktion i et globalt perspektiv. Han har desuden arbejdet i FN's fødevare- og landbrugsorganisation (FAO) og Fødevarestyrelsen.
Fra 2012 til 2023 var han bestyrelsesformand i den danske NGO Aktion Børnehjælp.

## Dansk Vegetarisk Forening
I 2016 blev han valgt ind som generalsekretær i den plantebaserede NGO Dansk Vegetarisk Forening (DVF).
I 2024 var Rune-Christoffer Dragsdahl i regi af DVF på besøg i flere europæiske storbyer sammen med tidligere fødevareminister Rasmus Prehn (S) for at tale til Europas konservative politikere og branchefolk om den danske handlingsplan for plantebaserede fødevarer. Han deltog også i en paneldebat i Nordisk Ministerråds telt under klimatopmødet COP29, hvor han talte om omstilling af de globale fødevaresystemer.